# طائرة شحن ثقيل

مقارنة حجم بين أكبر خمس طائرات:
إيرباص إيه 380
أنتونوف أن-225
بوينغ 747
إتش-4 هيركوليز
ستراتولونش

طائرة الشحن الثقيل هي طائرة تم تصميمها أو تحويلها لتستخدم في عمليات نقل البضائع الكبيرة والثقيلة وهي على غرار طائرة الشحن العادية يمكنها نقل حمولة تزن حتى 210 أطنان مثل الدبابات والشاحنات الضخمة مثل طائرة بوينغ 747 دريم ليفتر الأمريكية لكن حجم هذه الطائرات العملاقة يجعلها تحتاج إلى محركات أكثر وأقوى يمكن أن يصل عددها إلى أربعة محركات في الجناح الواحد.